# Bernardino Nocchi
Giovanni Bernardino Nocchi, född 8 maj 1741 i Lucca, död 27 januari 1812 i Rom, var en italiensk målare som målade religiösa och historiska motiv.

## Biografi
Den italienske målaren Giuseppe Antonio Luchi var Nocchis lärare fram till 1767. År 1769 flyttade Nocchi och Stefano Tofanelli till Rom, där de började i studion hos Niccolò Lapiccola.
År 1780 hjälpte han till att dekorera Apostoliska palatset och 1785 Stanza delle Stampe i Vatikanska biblioteket. År 1797 målade han Den helige Josefs död i kyrkan San Secondo i Gubbio. Dessutom därutöver målade han Den heliga Annas död för basilikan San Frediano i Spoleto. I Rom målade Nocchi (1799) ett porträtt av Camillo Borghese samt Den heliga Potentianas förhärligande i kyrkan Santa Pudenziana (1803).
År 1807 målade han ett porträtt av påve Pius VII. Nocchis son, Pietro Nocchi, var också målare. 